# Marie-Louise Dreier
Marie-Louise Dreier (* 3. Oktober 1936 in Brüssel) ist eine belgisch-schweizerische Lehrerin und Schriftstellerin.

## Leben
Sie verbrachte ihre Kindheit in der Stadt Andenne in der belgischen Provinz Namur. Sie absolvierte eine kaufmännische Ausbildung und danach an der Universität Québec eine didaktische Weiterbildung. Danach arbeitete sie bei Radio Luxemburg und später als Französischlehrerin. Sie lebt seit den 1960er Jahren in Bex im Schweizer Kanton Waadt.
Marie-Louise Dreier ist Verfasserin zahlreicher Gedichte, die seit 1977 von verschiedenen Schweizer Verlagen herausgegeben wurden.
Für ihre international bekannten Werke erhielt sie mehrere Auszeichnungen: den Prix Paul Budry (1977), den Preis der Stadt Montpellier, eine Goldmedaille der Académie de Lutèce, die Goldmedaille der Stadt Paris (1979), einen kanadischen Preis für ihr dichterisches Gesamtwerk (1982), den Preis der Universität Laval in Québec sowie eine Auszeichnung der Philosophischen Fakultät der Universität Kopenhagen. 2003 wählte sie das American Biographical Institute zur «Frau des Jahres 2003».
Marie-Louise Dreier ist Mitglied des Waadtländer Schriftstellervereins und von Autorinnen und Autoren der Schweiz.

## Werke
- Aux vagues du jour. Éditions Eliane Vernay. Genf 1977.
- Avant qu’il ne fût jour. Éditions Eliane Vernay. Genf 1978.
- Spirales. Editions Vieille Presse. Neuenburg 1981.
- Plain-Chant. Randin. Aigle 1984.
- Garance. L’Aire. Lausanne 1988.
- Moissons. Editions R. Layaz. 2002.